# Robert Mapplethorpe

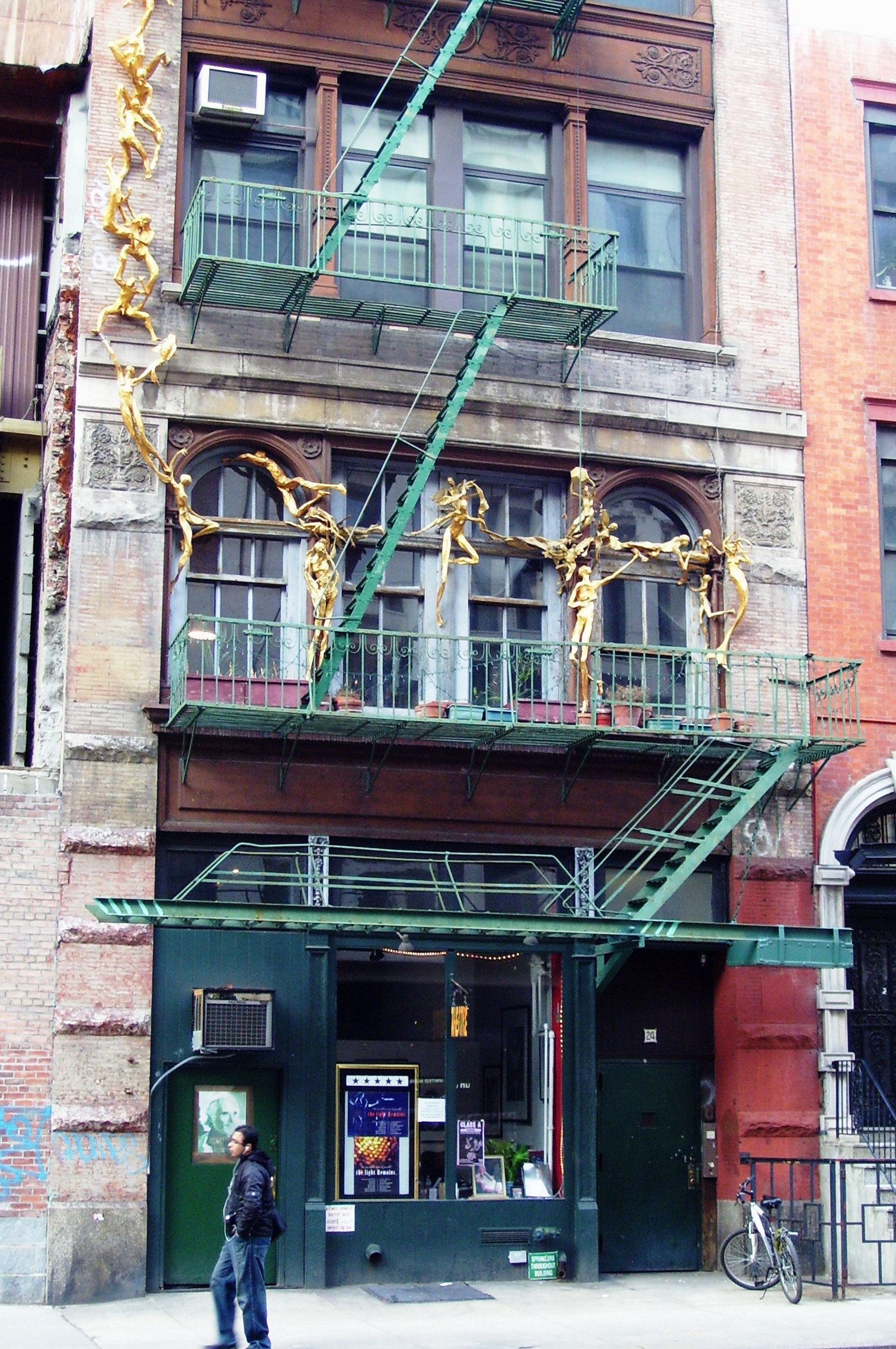
De studio van Mapplethorpe zat in het pand op Bond Street 24 in Manhattan. De studio werd later gebruikt als donkere kamer, doka.

Robert Mapplethorpe (4 november 1946 – 9 maart 1989) was een Amerikaanse kunstenaar, bekend om zijn foto's van bloemen en (naakt)modellen.
De expliciete, soms homoseksuele, erotiek van zijn werken leidde vaak tot complicaties, zo was een van zijn eerste tentoonstellingen alleen voor een publiek van 18 jaar of ouder beschikbaar en had hij soms problemen met overheden. Vanaf 1967 had Mapplethorpe een innige band (liefdesrelatie en later alleen vriendschap) met de punkzangeres en poëet Patti Smith.

## Biografie
Mapplethorpe groeide op in New York. Hij had twee zussen en twee broers.
Mapplethorpe begon met het bewerken van foto´s van anderen. Hij maakte zelf zijn eerste foto's met een Polaroidcamera. In het midden van de jaren 70 bemachtigde hij een Hasselblad-camera en begon hij met het maken van foto's van vrienden en kennissen, artiesten, componisten en beroemdheden.
In de jaren 80 verlegde hij zijn aandacht naar het fotograferen van mannelijke en vrouwelijke naakten, stillevens en bloemen. De erotische werken die hij maakte van donkere mannen zorgden ervoor dat hij werd beschuldigd van racisme.
Mapplethorpe stierf op 9 maart 1989 aan de gevolgen van aids.

## Werk in openbare collecties (selectie)
- Rijksmuseum Amsterdam[2]